# Peru's Next Top Model (prima edizione)
La prima edizione di "Peru's Next Top Model" è andata in onda sul canale ATV dal 7 settembre al 23 novembre 2013, sotto la conduzione della modella peruviana Valeria De Santis, la quale figurava anche in veste di giurata insieme a due volti noti della moda del Paese: Antonio Borges e Kitty Garcés.

Le concorrenti presentate nel primo episodio sono state 15, ma soltanto 12 di loro sono diventate le finaliste dello show; rispetto al format originale (e alla maggior parte degli altri format nel mondo), l'ordine di chiamata della classifica dei giudici era casuale (tranne che per le due concorrenti peggiori): ciascuna concorrente veniva chiamata e conosceva sul momento se la sua foto fosse la migliore della settimana o meno.

La vincitrice, la ventiduenne Danea Panta da Trujillo, ha portato a casa un contratto con l'agenzia "Mega Model Management" di Miami, un servizio fotografico sulla rivista peruviana "Cosas", un contratto da 10.000 dollari con la "L'Bel Cosmetics", un contratto da 10.000 dollari con l'agenzia "Saga Fabella" e un contratto da 5.000 dollari con la "Pantene".

Non vi sono state destinazioni internazionali per questa edizione dello show.

## Concorrenti
(L'età si riferisce al tempo della messa in onda del programma)
| Concorrente                  | Età | Altezza | Provenienza | Posizione          |
| ---------------------------- | --- | ------- | ----------- | ------------------ |
| Mishell Aguilar Franco       | 22  | 174 cm  | Lima        | 12.                |
| Lorena Dávila                | 24  | 175 cm  | Lima        | 11. (squalificato) |
| Claudia Narváez Araujo       | 24  | 180 cm  | Lima        | 10.                |
| Gianna Natal Cavagnaro       | 22  | 171 cm  | Lima        | 9.                 |
| Tatiana Calmell del Solar    | 18  | 173 cm  | Lima        | 8.                 |
| Molly Tuesta Gariza          | 23  | 169 cm  | Trujillo    | 7.                 |
| Sharinna Vargas Flores       | 21  | 172 cm  | Lima        | 6.                 |
| Johana Saavedra              | 24  | 171 cm  | Pucallpa    | 5.                 |
| Samantha "Sami" Hauge Adolph | 19  | 173 cm  | Lima        | 4.                 |
| Laura Cuadros Rigail         | 24  | 172 cm  | Lima        | 3.                 |
| Giordana Carrillo            | 22  | 172 cm  | Lima        | 2.                 |
| Danea Panta Vargas           | 22  | 176 cm  | Trujillo    | Vincitrice         |

### Ordine di chiamata
| Ordine | Episodi  | Episodi  | Episodi  | Episodi  | Episodi  | Episodi  | Episodi  | Episodi  | Episodi  | Episodi  | Episodi  | Episodi  |  |
| Ordine | 1        | 2        | 3        | 4        | 5        | 6        | 7        | 8        | 9        | 10       | 11       | 12       |  |
| ------ | -------- | -------- | -------- | -------- | -------- | -------- | -------- | -------- | -------- | -------- | -------- | -------- |  |
| 1      | Danea    | Gianna   | Danea    | Molly    | Sharinna | Sami     | Laura    | Giordana | Sami     | Laura    | Danea    | Danea    |  |
| 2      | Claudia  | Johana   | Tatiana  | Giordana | Tatiana  | Johana   | Johana   | Sami     | Giordana | Danea    | Giordana | Giordana |  |
| 3      | Sharinna | Danea    | Molly    | Sami     | Danea    | Sharinna | Sharinna | Danea    | Laura    | Giordana | Laura    |          |  |
| 4      | Sami     | Laura    | Sami     | Gianna   | Giordana | Danea    | Danea    | Johana   | Danea    | Sami     |          |          |  |
| 5      | Molly    | Sami     | Laura    | Sharinna | Molly    | Molly    | Giordana | Laura    | Johana   |          |          |          |  |
| 6      | Laura    | Claudia  | Gianna   | Laura    | Sami     | Giordana | Sami     | Sharinna |          |          |          |          |  |
| 7      | Lorena   | Sharinna | Sharinna | Johana   | Laura    | Laura    | Molly    |          |          |          |          |          |  |
| 8      | Tatiana  | Giordana | Giordana | Tatiana  | Johana   | Tatiana  |          |          |          |          |          |          |  |
| 9      | Giordana | Tatiana  | Johana   | Danea    | Gianna   |          |          |          |          |          |          |          |  |
| 10     | Gianna   | Molly    | Claudia  |          |          |          |          |          |          |          |          |          |  |
| 11     | Johana   | Lorena   | Lorena   |          |          |          |          |          |          |          |          |          |  |
| 12     | Mishell  | Mishell  |          |          |          |          |          |          |          |          |          |          |  |

- Nel primo episodio, vengono selezionate le 12 finaliste
- Nel terzo episodio, Lorena è stata squalificato per aver violato il regolamento durante un casting
- Nel quarto episodio, Tatiana e Danea sono a rischio eliminazione; Danea viene eliminata, ma subito dopo le viene detto di aver ricevuto un'altra chance
- Nel quinto episodio, Sharinna era l'eliminata prescelta, ma è immune dall'eliminazione per aver vinto il premio dopo la sfilata; nessuna foto delle concorrenti viene definita come la migliore della settimana

     La concorrente ha la miglior foto della settimana
     La concorrente è stata eliminata
     La concorrente è stata squalificato
     La concorrente è l'eliminata originale, ma viene salvata
     La concorrente è immune dall'eliminazione
     La concorrente ha vinto la gara

### Servizi
- Episodio 1: Scatti al naturale a corpo intero; Alta moda senza veli su casse di legno (Casting)
- Episodio 2: Alta moda presso il mercato di Gamarra
- Episodio 3: Alta moda ispirata agli anni '90
- Episodio 4: Gladiatori donne su una rupe
- Episodio 5: Sfilata
- Episodio 6: Scatti romantici in bianco e nero con Antonio Borges
- Episodio 7: Beautyshoots con vernice
- Episodio 8: Amazzoni nella giungla
- Episodio 9: Glamour anni '40
- Episodio 10: Sexy con un Boa constrictor
- Episodio 11: Tre diversi beautyshoots e alta moda su un cavallo
- Episodio 12: Principesse Incas e Sacre vergini

### Giudici
- Valeria De Santis
- Antonio Borges
- Kitty Garcés
- Sergio Corvacho (runway coach)